# 九峰山 (湖南)
九峰山为湖南省级森林公园，其主峰为正托峰，海拔750.4米。
九峰山森林公园分为白马、九峰两个区域，主要有千年银杏、揽胜峰、五松迎客等自然景观。